# Projekt RSD18
Das Projekt RSD18 beschreibt einen Küstenmotorschiffstyp.

## Geschichte
Der Schiffstyp wurde vom Marine Engineering Bureau entworfen. Von dem Schiffstyp, der von Marine Engineering Bureau auch als Azov-5000-Typ bezeichnet wird, wurden sechs Einheiten für die im ukrainischen Odessa ansässige Reederei UCF Europe auf zwei chinesischen Werften, der Werft Wuhan Huaxia Shipping Business in Wuhan und der Werft Zhejiang Hengyu in Ningbo, gebaut.
Die Schiffe sind dafür konzipiert, die relativ flachen Häfen am Asowschen und am Kaspischen Meer anlaufen zu können. Ihre Abmessungen erlauben die Passage von Wolga-Don-Kanal und Wolga-Ostsee-Kanal.

## Beschreibung
Die Schiffe werden von zwei MAN-Dieselmotoren mit jeweils 1120 kW Leistung angetrieben. Die in China in Lizenz gebauten Motoren wirken auf zwei Festpropeller. Die Schiffe erreichen eine Geschwindigkeit von rund 10 kn. Sie sind mit einem mit 120 kW Leistung angetriebenen Bugstrahlruder ausgestattet. Für die Stromerzeugung stehen drei von Dieselmotoren mit jeweils 160 kW Leistung angetriebene Generatoren zur Verfügung. Weiterhin wurde ein von einem Dieselmotor mit 80 kW Leistung angetriebener Notgenerator verbaut.
Die Schiffe verfügen über drei Laderäume, die mit jeweils fünf Stapellukendeckeln verschlossen sind. Die Lukendeckel können mithilfe eines Lukenwagens bewegt werden. Die Kapazität der Laderäume beträgt insgesamt 8595 m³. Die Tankdecke kann mit 7,5 t/m² belastet werden.
Die Schiffe sind für den Transport von Containern vorbereitet. Die Containerkapazität beträgt 240 TEU. 180 TEU können in den Laderäumen, 60 TEU an Deck verladen werden. In den Laderäumen und an Deck können jeweils vier 20-Fuß-Container hintereinander und fünf Container nebeneinander geladen werden.
Der Rumpf der Schiffe ist eisverstärkt (Eisklasse Ice1).
Die Decksaufbauten befinden sich im hinteren Bereich der Schiffe. Die Schiffe sind für den Betrieb mit 12 Besatzungsmitgliedern eingerichtet. Insgesamt können 14 Personen untergebracht werden. Hinter den Decksaufbauten befindet sich ein Freifallrettungsboot. Die Schiffe können bis zu 20 Tage auf See bleiben.

## Schiffe
| Projekt RSD18 | Projekt RSD18      | Projekt RSD18 | Projekt RSD18                                   | Projekt RSD18                                      |
| Bauname       | Bauwerft Baunummer | IMO-Nummer    | Kiellegung Stapellauf Ablieferung               | Spätere Namen und Verbleib                         |
| ------------- | ------------------ | ------------- | ----------------------------------------------- | -------------------------------------------------- |
| UCF-1         | Huaxia RU-WH01     | 9481881       | 20. April 2007 7. Oktober 2009 18. Oktober 2012 | 2014: Port Olya-2                                  |
| UCF-2         | Huaxia RU-WH02     | 9481893       | 20. April 2007 29. Mai 2010                     | Fertigstellung unklar                              |
| UCF-3         | Huaxia RU-WH03     | 9481908       | 15. Juni 2007 16. Juni 2010 19. September 2011  | 2013: Dragon Port, 2015: Seraphima, 2017: Balkan 1 |
| UCF-4         | Huaxia RU-WH04     | 9481910       | 15. Juni 2007 25. Juni 2010 19. September 2011  | 2014: Port Olya-3                                  |
| UCF-5         | Hengyu 1           | 9481922       | 29. Juni 2010 15. Oktober 2012 5. August 2013   | 2014: Port Olya-1                                  |
| UCF-6         | Hengyu 2           | 9481934       | 29. Juni 2010 26. Dezember 2014                 | 2017: Port Olya-4                                  |